# علي بن حمود
الناصر لدين الله أبو الحسن علي بن حمود (353 هـ - 408 هـ) سادس خلفاء الأندلس، وأول حكام بني حمود، بعد أن ثار على الخليفة سليمان المستعين بالله وقتله.

## خلافته
بعدما عاد الخليفة الأموي هشام المؤيد بالله إلى عرش الخلافة في قرطبة للمرة الثانية في آخر عام 400 هـ، حاول المؤيد بالله أن يجمع كلمة الأندلسيين الذين فرّقتهم أحداث فتنة الأندلس، فحاول استمالة البربر فبعث لهم برأس عدوهم محمد المهدي بالله، كما حاول استمالة قائدهم سليمان المستعين بالله فدعاه إلى طاعته، إلا أنهم رفضوا وتمسّكوا بجعل المستعين بالله خليفة. فهاجموا مدينة الزهراء، وخربوها في ربيع الأول 401 هـ، واتخذوها قاعدة لمهاجمة أرباض قرطبة وأحواز غرناطة ومالقة، وظلّوا على حصارهم لقرطبة، حتى خرج لهم أهل قرطبة وقاتلوهم في 26 شوال 403 هـ في معركة كبيرة انتصر فيها البربر واستباحوا قرطبة. وفي اليوم التالي، عاد سليمان المستعين بالله خليفة للمرة الثانية، وتخلّص من هشام المؤيد بالله.
بدأ سليمان خلافته الثانية بمكافأة زعماء البربر الذين ساعدوه على استعادة عرش الخلافة، وكان من بينهم بنو حمود الأدارسة الذين كانوا من الذين عبروا إلى الأندلس في فترة سيطرة العامريين على الخلافة، فولّى علي بن حمود على سبتة، وأخاه القاسم على الجزيرة الخضراء وطنجة وأصيلة. لم يكتف علي بن حمود بتوليته على سبتة، فأخذ يدبر للوصول إلى العرش، ففي أواخر 406 هـ، ادعى بأن يحمل كتابًا من هشام المؤيد بالله بتوليته العهد من بعده، وطالب بعرش الخلافة، فعبر إلى الجزيرة الخضراء بقوات من البربر، وتوجّه إلى ثغر المنكب، وهناك التقى بقوات خيران الصقلبي أحد موالي العامريين الذي كان استولى على ألمرية بعد أن فرّ من قرطبة بعد تولّي المستعين ولايته الثانية، ثم قابلتهما قوات حلفائهم من صنهاجة بقيادة زاوي بن زيري في إلبيرة. خرج المستعين بالله لقتال جيش المتمردين عليه، تقابلا على بعد عشرة فراسخ من قرطبة، وانتهت المعركة بهزيمة سليمان ومقتل عدد كبير من أنصاره، وأسره هو وأبيه وأخيه عبد الرحمن، فدخل علي بن حمود قصر قرطبة في 28 محرم 407 هـ، وقتل سليمان وأبيه وأخيه، وأعلن نفسه الخليفة الجديد بعهد هشام المؤيد بالله له.
بعد أن تمكن علي من السلطة، بدأ في التعامل بحزم مع كل معارضيه سواء كانوا من العرب أو البربر، فخشي حليفه خيران الصقلبي على نفسه وفرّ إلى شرقي الأندلس حيث يجتمع العامريين، وهناك وجد أميرا أمويا جديدا يدعى عبد الرحمن بن محمد بن عبد الملك بن عبد الرحمن الناصر لدين الله كان قد فرّ من قرطبة إلى جيّان مرشحًا جديدًا للخلافة. فالتف خيران والعامريين حوله، ثم انضم لهم المنذر بن يحيى التجيبي والي سرقسطة والثغر الأعلى وولاة شاطبة وبلنسية وطرطوشة. ولما بلغ علي بن حمود بخبرهم أعد لهم جيشًا لمواجهتهم، إلا أنه لم يدرك غايته، حيث ائتمر به ثلاثة من الخدم الصقالبة في قصر الخلافة، وقتلوه في 2 ذي القعدة 408 هـ وعمره يومئذ 55 عامًا. فلما علم أخوه القاسم بالخبر، قدم من إشبيلية إلى قرطبة، وصلى عليه، وبعث بجثته فدفنت في سبتة.